# František Musil (konstruktér)
František Musil (31. srpna 1906 Třebíč – 1984) byl český strojní konstruktér působící v brněnské společnosti Zetor, kde pracoval ve vývoji tamních traktorů.

## Život
Po vystudování klasického gymnázia a následně strojního inženýrství na brněnském Vysokém učení technickém (VUT) pracoval ve společnosti Zbrojovka Brno, kam nastoupil v roce 1935. Společnost mezi roky 1924 a 1936 produkovala rovněž automobily. Musil se ve zbrojovce věnoval vývoji motorů, a to jak automobilových, tak také leteckých.

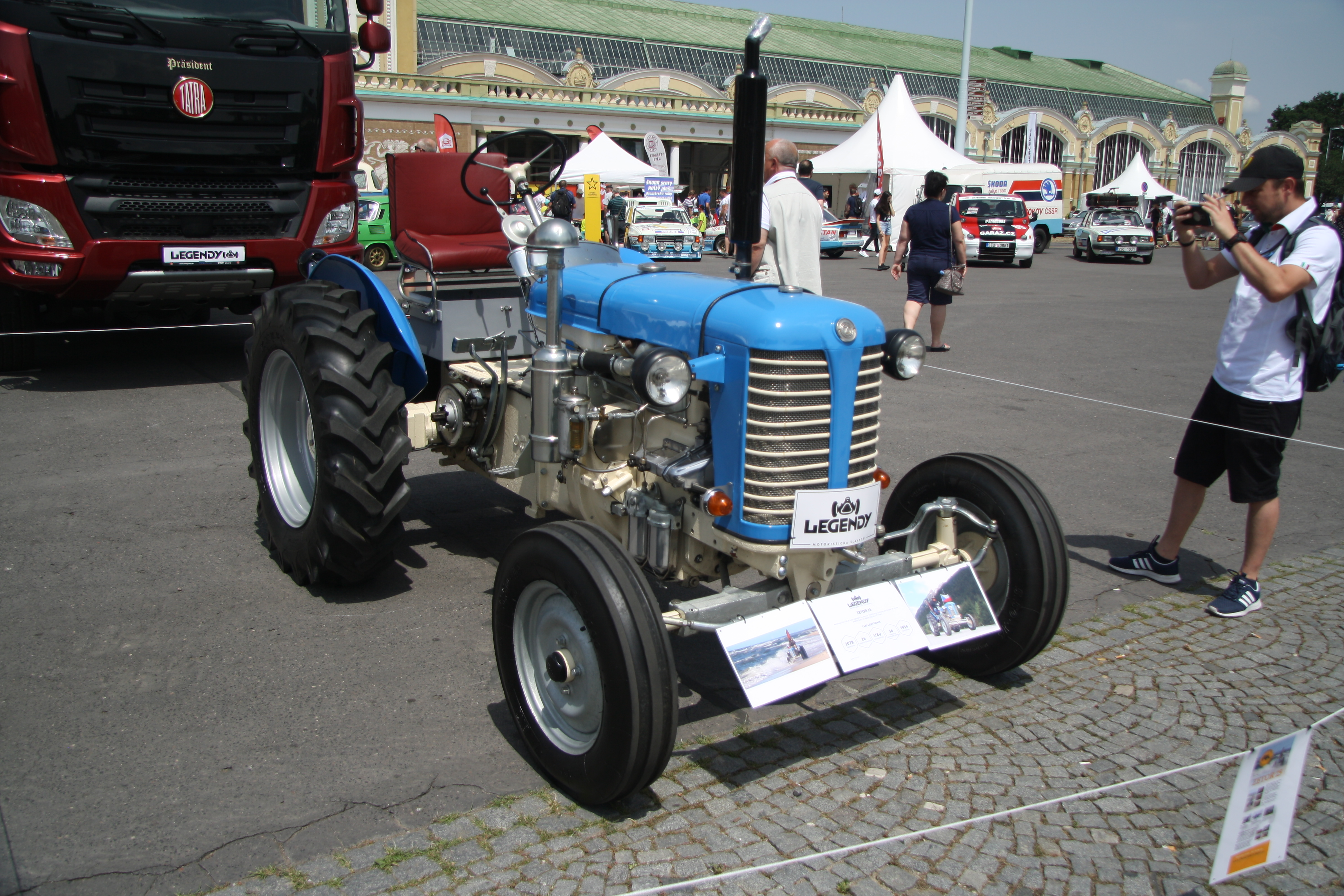
Zetor 25, na jehož vývoji se Musil podílel

Postupně se vypracoval na vedoucího vývojové dílny a na jaře roku 1945 získal jeho tým úkol vyvinout konstrukci traktoru, který nesl označení Zetor 25. Musil se podílel především na návrzích motoru. Práce skupina dokončila za půl roku a od poloviny listopadu téhož roku byly prověřovány vlastnosti navrženého stroje na jeho prototypu. Slavnostní prezentace nového typu traktoru se uskutečnila 15. března 1946. Ve firmě Musil stoupal na stále vyšší pracovní pozice, když v letech 1945 a 1946 zastával úlohu vedoucího výroby traktorů a od podzimních měsíců 1946 se stal zástupcem ředitele celé firmy.
I v následujících letech po roce 1947 se podílel na vývoji nových typů traktorů, mezi něž patří Zetor 30 a Zetor 35. Ke konci roku 1951 přešel s celou výrobou traktorů do ZPS Líšeň. O čtyři roky později (1955) se podílel na náběhu stroje Zetor Super do výrobního cyklu podniku a své znalosti uplatňoval rovněž při jeho exportu do zahraničí. Navrhl stavebnicovou montáž traktorů vycházející z jednotlivých dílů, jež se v Zetoru začaly uplatňovat od roku 1960. Musil byl autorem zlepšovacích návrhů či patentů uplatnitelných zvláště při výrobě traktorů, které našly uplatnění i za hranicemi Československa. Spolu s tím i přednášel na brněnské Vojenské technické akademii.